# Mtwara
Mtwara város Tanzániában, Dar es-Salaamtól közúton 560 km-re délre, a mozambiki határ közelében. Az azonos nevű régió székhelye. Lakossága kb. 127 ezer fő volt 2012-ben.
Kikötőváros az Indiai-óceán partján. 
Többek között kesudiót, vasércet, szenet exportál és az ország belseje felé kőolajtermékeket importál.

## Fordítás
- Ez a szócikk részben vagy egészben  a   Mtwara című angol Wikipédia-szócikk fordításán alapul.  Az eredeti cikk szerkesztőit annak laptörténete sorolja fel. Ez a jelzés csupán a megfogalmazás eredetét és a szerzői jogokat jelzi, nem szolgál a cikkben szereplő információk forrásmegjelöléseként.